# Montemarciano (stacja kolejowa)
Montemarciano (wł. Stazione di Montemarciano) – stacja kolejowa w Montemarciano, w prowincji Ankona, w regionie Marche, we Włoszech. Znajduje się na linii Bolonia – Ankona. 
Według klasyfikacji Rete Ferroviaria Italiana ma kategorię brązową.

## Linie kolejowe
- Linia Bolonia – Ankona